# امپراتوری تیاهواناکو
امپراتوری تیاهواناکو (اسپانیایی: Tiahuanaco or Tiahuanacu) یک دولت پیش از کلمبیا در غرب بولیوی مستقر در جنوب حوضه دریاچه تیتیکاکا بود. تیاهواناکو یکی از مهم‌ترین تمدن‌های آند بود. نفوذ آن تا پرو و شیلی کنونی گسترش یافته و از حدود ۶۰۰ تا ۱۰۰۰ میلادی ادامه داشت.
پایتخت آن شهر عظیم تیاهواناکو بود که در مرکز منطقه اصلی دولت در حوضه جنوبی دریاچه تیتیکاکا قرار داشت. این منطقه شواهد روشنی از تولید کشاورزی در مقیاس بزرگ بر روی میدان‌های مرتفع دارد که احتمالاً جمعیت شهری پایتخت را تأمین می‌کرد. پژوهشگران بحث می‌کنند که آیا این میادین توسط یک دولت بوروکراتیک (از بالا به پایین) یا از طریق یک فدراسیون از جوامع با خودمختاری محلی اداره می‌شدند.
تیاهواناکو یک بار به عنوان یک امپراتوری نظامی گسترده تصور می‌شد که بیشتر بر اساس مقایسه با امپراتوری اینکا شکل گرفته بود. با این حال، تحقیقات اخیر نشان می‌دهد که برچسب‌گذاری تیاهواناکو به عنوان یک امپراتوری یا حتی یک دولت ممکن است گمراه‌کننده باشد. تیاهواناکو تعدادی از ویژگی‌های سنتی مورد استفاده برای تعریف دولت‌های کهن و امپراتوری‌ها را ندارد: هیچ معماری دفاعی در هیچ سایتی از تیاهواناکو وجود ندارد، تغییراتی در فناوری سلاح‌ها دیده نمی‌شود، هیچ مدفون‌هایی از شاهزادگان یا شواهد دیگری از سلسله حاکم یا سلسله‌مراتب اجتماعی رسمی موجود نیست، هیچ شواهدی از راه‌ها یا پایگاه‌های نگهداری شده توسط دولت و هیچ بازاری وجود ندارد.